# Карасени, Демьян Николаевич
Демьян Николаевич Карасени (рум. Demian Caraseni; род. 20 июня 1966, село Конгаз, Комратский район, МССР) — депутат Парламента Республики Молдова. Заслуженный тренер Молдавии и мастер спорта СССР по вольной борьбе.

## Образование
Окончил Кишинёвский государственный педагогический институт им. Иона Крянгэ.
Академию публичного управления при Президенте Молдавии, международные отношения.
Магистр международных отношений.

## Биография
- С 1984—1986 служил в Советской Армии (Одесский Военный округ Спортивный Клуб Армии).
- 1985 — Второй призер Вооружённых сил СССР (по вольной борьбе, город Рига).
- С 1990 — преподаватель ДЮСШ в городе Комрат; СШ № 1 в селе Конгаз.
- 1999 — депутат Народного Собрания Гагаузии.
- 2002—2003 — исполнительный директор компании «Транс-Ойл».
- Май 2003 — избран примаром села Конгаз.
- Октябрь 2003 — избран председателем Ассоциации примаров и председателей советов АТО Гагаузии.
- С 2003 — председатель Ассоциации примаров и председателей советов АТО Гагаузии. Член коллегии министерства публичного управления Молдавии. Представитель Молдавии в Международном конгрессе местных и региональных властей Совета Европы (г. Страсбург).
- Июнь 2007 — повторно избран примаром села Конгаз.
- 2008 — избран заместителем Председателя Народного Собрания АТО Гагаузии.
- 2012 — избран заместителем Председателя Народного Собрания АТО Гагаузии.
- ноябрь 2014 — избран депутатом Парламента Республики Молдова

## Награды
- Медаль святого Паисия Величиковского (за заслуги возрождения православной веры; награждён Преосвященнейшим Анатолием епископом Комратским и Кахульским; 2005).
- Медаль «За гражданские заслуги» (16 июня 2006 года) — за плодотворный труд в органах публичного управления и вклад в социально-экономическое развитие села Конгаз АТО Гагаузия[1].
- Орден "Cuv. Paisie Velicicovski" второй степени (награждён Митрополитом Кишинева и Молдовы, Владимиром. 24.04.2011 г.).
- Почётная грамота Совета МПА СНГ (27 марта 2017 года, Межпарламентская ассамблея СНГ) — за активное участие в деятельности Межпарламентской Ассамблеи и её органов, вклад в укрепление дружбы между народами государств — участников Содружества Независимых Государств[2].